# Johann Karl von Pistorius
Johann Karl Pistorius, ab 1812 von Pistorius, (* 20. Mai 1771 in Göppingen, Herzogtum Württemberg; † 22. Januar 1847 in Stuttgart, Königreich Württemberg) war ein württembergischer Oberamtmann.

## Familie
Johann Karl Pistorius war der Sohn des Oberamtmanns Johann Christoph Gottlieb Pistorius (1732–1806) und der Susanne Jakobine Friederike geb. Neuffer (1739–1810). Er hatte sieben Geschwister, darunter den Hofrat und Landtagsabgeordneten Ferdinand von Pistorius und den Regierungsrat Johann Gottlieb Pistorius.

## Leben und Beruf
Pistorius studierte von 1785 bis 1790 Philosophie und Rechtswissenschaften an der Hohen Karlsschule in Stuttgart. Danach arbeitete er drei Jahre als Kanzleiadvokat. 1793 bis 1796 war er Auditor beim schwäbischen Kreisdragonerregiment Württemberg. Anschließend war er ohne Gehalt als Oberamtsassistent bei seinem Vater beschäftigt, der ebenfalls Oberamtmann war. 1803 trat er seine erste Oberamtmannstelle an und zwar beim Klosteramt Murrhardt bis zu dessen Auflösung im Jahr 1806, dort war er gleichzeitig Kloster- und Forstverwalter. Die weiteren Stationen als Oberamtmann waren: 1807 bis 1809 Oberamt Heidenheim, 1809 bis 1810 Oberamt Ochsenhausen, 1810 bis 1812 Oberamt Wiblingen, 1812 bis 1813 Oberamt Leonberg, 1813 bis 1837 Oberamt Esslingen. Dort trat er 1837 in den Ruhestand.

## Ehrungen, Nobilitierung
Johann Karl von Pistorius wurde 1812 mit dem Ritterkreuz des Württembergischen Zivilverdienstordens ausgezeichnet, womit der persönliche Adelstitel (Nobilitierung) verbunden war. 1834 erhielt er das Kommenturkreuz des Ordens der württembergischen Krone.